# Serra de Sant Feliu (Viver i Serrateix)
La Serra de Sant Feliu és una serra situada al municipi de Viver i Serrateix a la comarca del Berguedà, amb una elevació màxima de 736 metres.